# Tang Xiaoyin
Tang Xiaoyin (chinesisch 湯曉茵, Pinyin Tāng Xiǎoyīn; * 29. April 1985 in Guangzhou) ist eine ehemalige chinesische Sprinterin, die sich auf den 400-Meter-Lauf spezialisiert hat. Zu ihren größten Erfolgen zählt der Sieg über 400 m bei den Hallenasienspielen 2007 sowie dem Asienmeistertitel 2009 mit der chinesischen 4-mal-400-Meter-Staffel.

## Sportliche Laufbahn
Erste Erfahrungen bei internationalen Meisterschaften sammelte Tang Xiaoyin im Jahr 2004, als sie bei den Juniorenasienmeisterschaften in Ipoh in 52,66 s die Goldmedaille über 400 m gewann und auch mit der chinesischen 4-mal-400-Meter-Staffel in 3:40,56 min die Goldmedaille gewann. Anschließend belegte sie bei den Juniorenweltmeisterschaften in Grosseto in 52,87 s den vierten Platz und erreichte mit der Staffel nach 3:38,57 min Rang acht. Im Jahr darauf gelangte sie bei den Asienmeisterschaften in Incheon mit 3:37,11 min auf den vierten Platz mit der Staffel und anschließend gewann sie bei den Ostasienspielen in Macau in 52,93 s die Silbermedaille hinter der Japanerin Asami Chiba und siegte mit der Staffel in 3:33,59 min. 2006 nahm sie erstmals an den Asienspielen in Doha teil und klassierte sich dort mit 53,66 s auf dem fünften Platz über 400 m und gewann mit der Staffel in 3:33,92 min gemeinsam mit Han Ling, Huang Xiaoxiao und Li Xueji die Bronzemedaille hinter den Teams aus Indien und Kasachstan. 2007 siegte sie in 53,56 s bei den Hallenasienspielen in Macau und im Jahr darauf startete sie mit der Staffel bei den Olympischen Spielen in Peking, bei denen sie mit 3:30,70 min aber nicht über den Vorlauf hinaus kam. 
2009 wurde sie bei den Asienmeisterschaften in ihrer Heimatstadt Guangzhou in 54,10 s Sechste im Einzelbewerb über 400 m und siegte mit der Staffel in 3:31,08 min gemeinsam mit Chen Yanmei, Chen Jingwen und Chen Lin. Anschließend gewann sie bei den Ostasienspielen in Hongkong in 53,84 s die Silbermedaille hinter Landsfrau Chen Jingwen und siegte in 44,69 s mit der chinesischen 4-mal-100-Meter-Staffel sowie in 3:37,72 min auch in der 4-mal-400-Meter-Staffel. Im Jahr darauf nahm sie erneut an den Asienspielen in Guangzhou teil und belegte dort in 53,55 s den sechsten Platz über 400 m und gewann im Staffelbewerb in 3:30,89 min gemeinsam mit Zheng Zhihui, Chen Lin und Chen Jingwen die Bronzemedaille hinter den Teams aus Indien und Kasachstan. 2011 startete sie mit der Staffel bei den Weltmeisterschaften in Daegu, verpasste dort mit 3:32,39 min aber den Finaleinzug. Im Jahr darauf gewann sie bei den Hallenasienmeisterschaften in Hangzhou in 55,06 s die Bronzemedaille hinter der Iranerin Maryam Tousi und Landsfrau Chen Jingwen. Zudem siegte sie mit der Staffel gemeinsam mit Chen Yanmei, Cheng Chong und Cheng Jingwen in 3:40,34 min. 2013 gewann sie bei den Ostasienspielen in Tianjin in 54,31 s erneut die Silbermedaille über 400 m hinter Cheng Jinwei und siegte mit der 4-mal-400-Meter-Staffel in 3:35,65 min. Daraufhin beendete sie ihre aktive sportliche Karriere im Alter von 28 Jahren.
In den Jahren von 2004 bis 2007 sowie 2009 und 2010 wurde Tang chinesische Meisterin im 400-Meter-Lauf sowie 2012 in der 4-mal-400-Meter-Staffel.

## Persönliche Bestzeiten
- 400 Meter: 51,96 s, 24. April 2005 in Zhongshan
  - 400 Meter (Halle): 53,25 s, 25. Februar 2006 in Peking